# Карими, Фируз
Фируз Карими (род. 12 апреля 1956 года в Тегеране) — иранский футбольный тренер.

## Биография
Фируз Карими родился 13 апреля 1958 года в Тегеране, Иран. В 1970 году он начал карьеру в клубе «Шахрбани». В 1976 году он перешёл в «ПАС Тегеран». Он дважды выигрывал Кубок Тахт Джамшида с ПАСом. Он покинул ПАС в 1981 году и присоединился к «Сарбазу», но вернулся в ПАС в 1984 году. В 1980 году его также пригласили в сборную Ирана, но он так никогда и не сыграл за национальную команду. Он ушёл со спорта в 1984 году.
В 1989 году он был назначен на пост главного тренера своего бывшего клуба ПАС. В 1990 году он смог вывести команду из Второй лиги в Лигу Азадеган. Он выиграл два чемпионата подряд в сезонах 1991/92 и 1992/93 годов и вывел команду на Азиатский кубок чемпионов 1992/1993, который ПАС выиграл. После этого он ушёл в отставку и позже был назначен главным тренером «Сепахана». Он был уволен в 1994 году, после чего стал главным тренером «Бахмана», который через год выиграл Кубок Хазфи. В 1996 году он был повторно назначен главным тренером ПАСа на один сезон. После этого Карими подписал контракт с «Полиакрил Исфахан», но подал в отставку из-за плохих результатов. С 1998 по 1999 год он был главным тренером команды «Трактор Тебриз». В 1999 году он стал главным тренером «Эстеглаль Ахваз» и руководил командой до 2000 года.
В 2000 году он был тренером «Абумослема» всего шесть месяцев, после чего в следующем году снова стал у руля команды «Эстеглаль Ахваз». Он ушёл с поста главного тренера «Эстеглаль Ахваз», чтобы снова стать главным тренером ПАСа. Его следующими командами были «Шахрдари Зенджан» и снова «Абумослем». В июне 2004 года он был назначен главным тренером «Рах Ахан». Он возглавлял команду в течение двух сезонов и был уволен в феврале 2006 года. В июне 2006 года он снова был назначен главным тренером «Эстеглаль Ахваз». После отставки Нассера Хеджази в ноябре 2007 года он стал главным тренером команды «Эстегляль», которая под его руководством заняла 13-е место. Это был один из худших результатов в истории клуба. Он ушёл в отставку в мае 2008 года и в июле был назначен главным тренером «Саба Ком». Он был уволен в июне 2009 года. После этого в июле он подписал контракт с командой «Дамаш Гилан», но ушёл в отставку после того, как команда не смогла выйти в плей-офф за повышение. 6 октября 2011 года после ухода Хамида Деракхшана он стал главным тренером «Шахин Бушир». Он вывел «Шахин» в финал Кубка Хазфи 2011/12, но после плохих результатов в лиге клуб расторг с ним контракт. 27 января 2013 года он стал главным тренером «Пайкана», но по окончании сезона его команда была понижена в классе, и в мае Карими был уволен. Впоследствии он был назначен тренером «Зоб Ахан». Он спас клуб от вылета, однако покинул его в конце сезона, не договорившись о новом контракте. 6 декабря 2014 года Карими стал главным тренером «Малавана».